# Акіхабара
Акіхабара (яп. 秋葉原 Поле Осіннього Листя) — квартал в Токіо. Знаходиться неподалік від залізничної станції Токіо. Зазвичий назва скорочується до Акіба (яп. アキバ). Також відомий як «свята земля отаку» (яп. オタクの聖地 «отаку но сейті»).
Акіхабара найбільш відома як одна з найбільших у світі торговельних зон електронної, комп'ютерної техніки, аніме та товарів для отаку, зокрема нових та вживаних. Нові товари здебільшого зустрічаються на головній вулиці Тюо Дорі, у той час як старі на задніх вулицях Сото-Канда 3-тьоме. Нові частини для персональних комп'ютерів доступні в різноманітних крамницях. Інструменти, електричні частини, дроти, мікророзмірні камери та схожі речі можна знайти в тісних проходах Сото Канда 1-тьоме (біля станції). Іноземні туристи зазвичай відвідують найвідоміші крамниці, такі як Laox, або крамниці коло станції через відмінні та нижчі ціни у віддаленніших місцях. Також Акіхабара стала відомою завдяки розташуванню однієї з найперших крамниць, присвячених персональним роботам та робототехніці.

## Хронологія
- Територія була ще за межами міських воріт Суйкай-гомон (в теперешньому Мансейбасі), котрі були одними з міських воріт (Міцуке) старого Едо (Токіо). Вона була брамою з внутрішнього Едо до північної та північно-західної Японії та храму Кан'ей-дзі в Уено. Багато торговців, майстрів та порівняно низького класу самураїв мешкали там.
- 1869: пожежа зруйнувата територію. Вона принесла рішення очистити 30,000 квадратних метрів землі щоб не дозволити вогню в майбутньому дістатися внутрішнього Токіо.
- 1870: На цій очищеній землі було побудовано маленьку синтоїстську святиню в старому замку Едо. Ім'ям святині було яп. 鎮火社, що значить «вогнегасна святиня»
- 1888: Святиню було перенесено до Мацугаї біля Асакуси.
- 1890: Подовження залізничної лінії (зараз Головна Лінія Тохоку) з Уено до Акіхабари. Спочатку лінія не обслуговувала пасажирів, на півдні станції були акіхабарівські вантажні доки, де товари з усього світу перевозилися до Канди річкою і відбуксовувалися на східний берег каналу щоб бути задекларованими в центральному вантажному транспортному вікні.

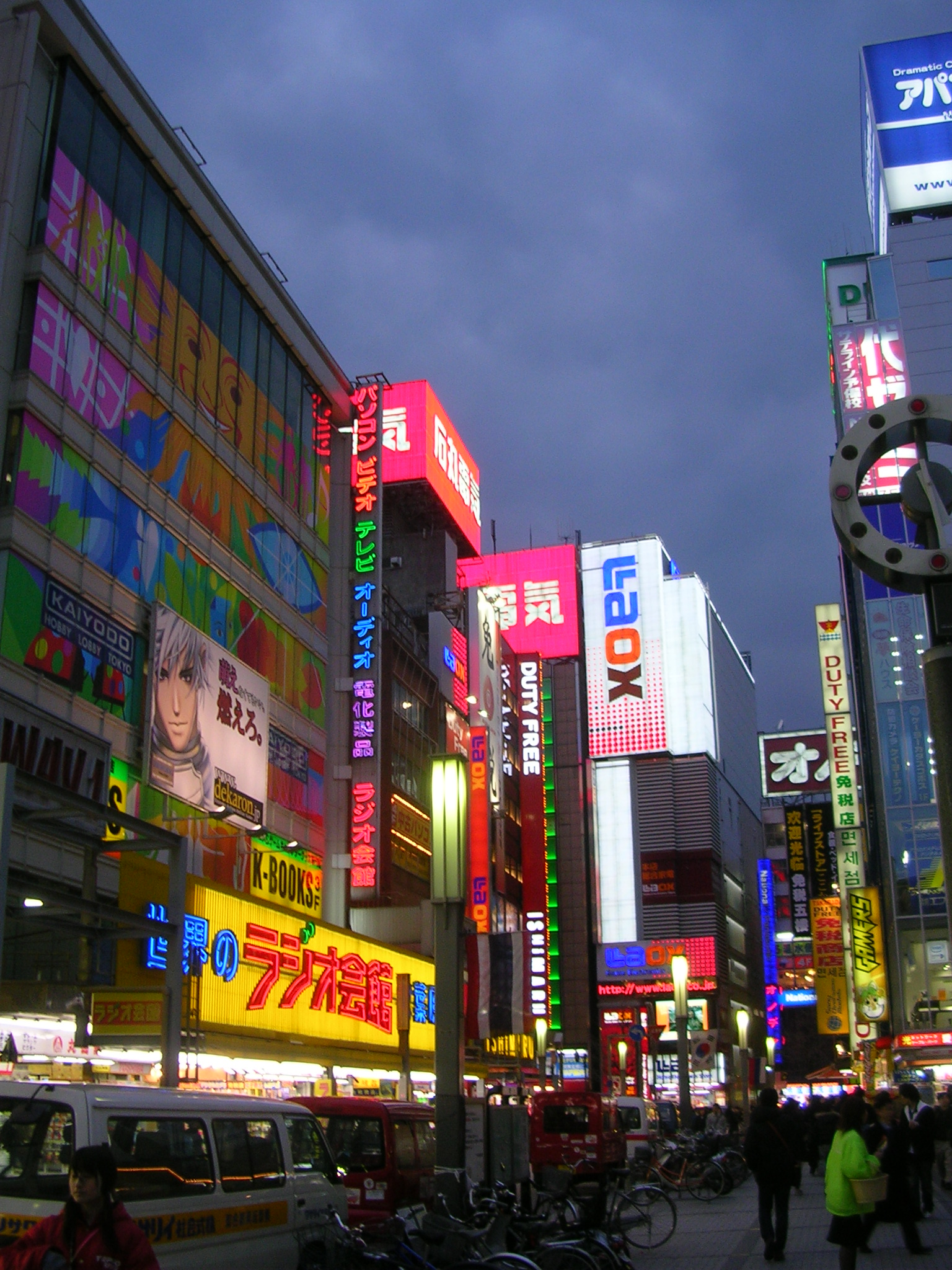
Будівлі в Акіхабарі

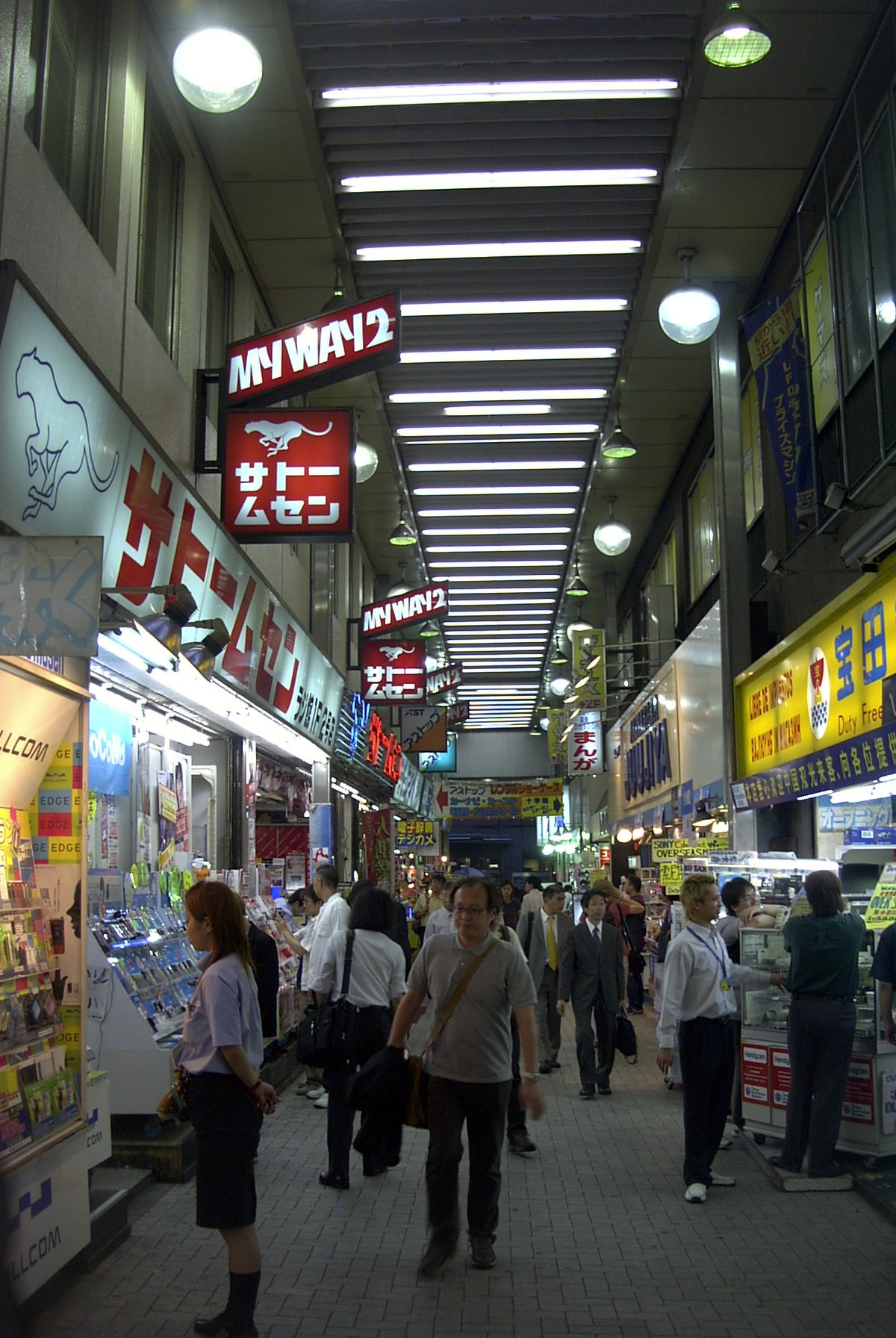
Поміж крамницями в Акіхабарі

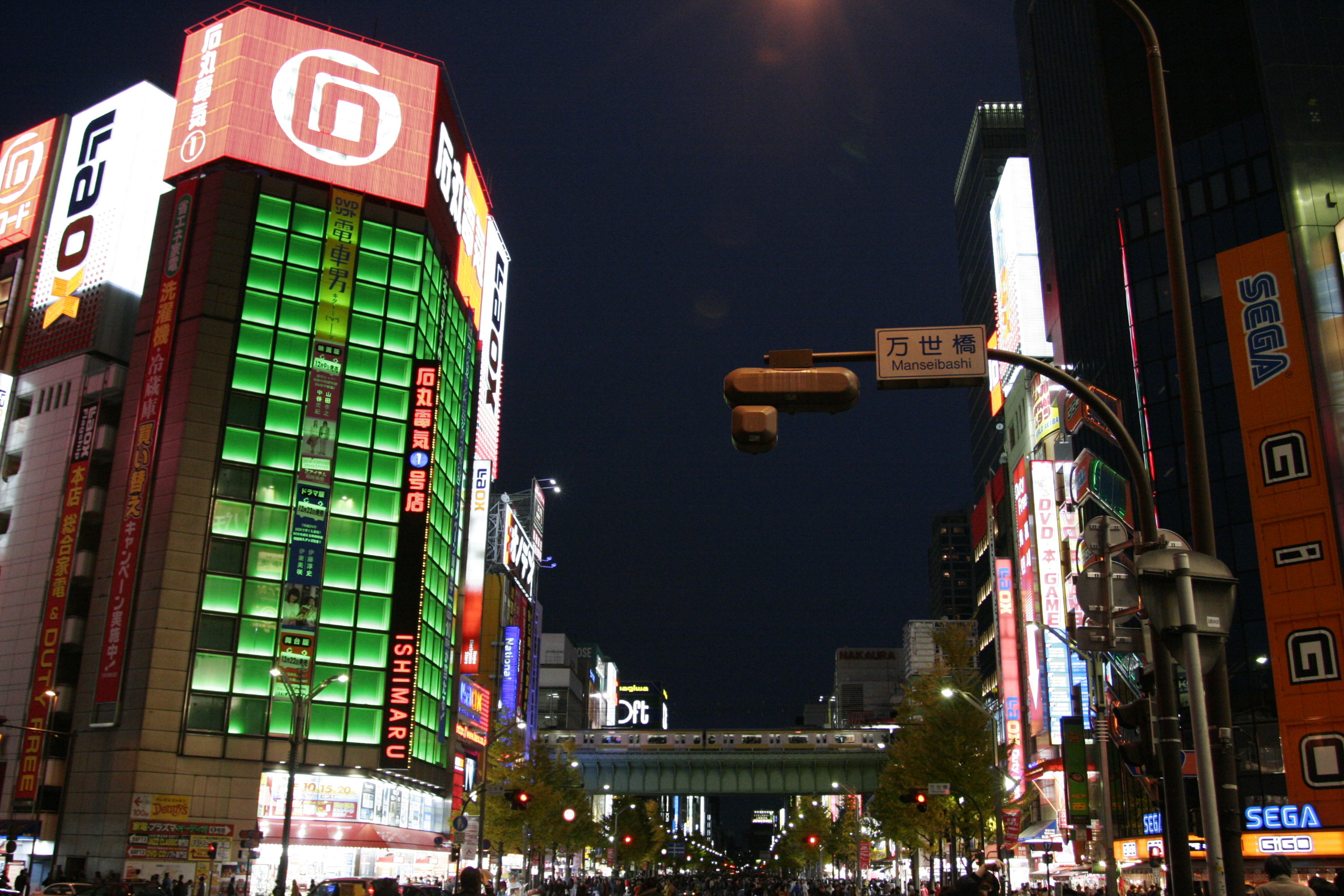
Акіхабара вночі

- З періоду Мейдзі до Сьова, через покращення залізничного транспорту до Акіхабари та оточення, особливо через зростання торговлі, район був визначений як Сейка Сидзьо (яп. 青果市場:ринок фруктів та овочей)
- 1925: Зв'язок станцій Акіхабара-Токіо відкрився як лінія Тохоку подовжена до Токіо.
- 1930: Відкрилася тимчасова станція метро Мансейбасі: була зачинена в листопаді 1931.
- 1935: Офіційне запровадження Сейка Сідзьо. (Канда Сейка Сідзьо).
- 1936: Місце станції Мансейбасі було закрито (пізніше Музей Транспорту —зараз закрит). Захоплення залізницею досягло свого зеніту. Територія стала місцем номер один для електротехнічних матеріалів та приналежностей.
- Близько 1945—1955 після Другої світової війни, чорний ринок в Канді розвився навкруги першої школи електричного виробництва (зараз Університет Токіо Денкі: яп. 東京電機大学). Группування навколо головної лінії Собу, що почалося як безліч крамниць, продаючих вакуумні трубки, радіо та електротовари для студентів, зараз стало називатися Електричним Містом. Крамниці, називаємі «бездротовими», були першими, хто почав продавати радіо. З винаходом бездротовості та радіотоварів, люди стали більш зв'язаними.
- 1960-ті: Дякуючи розвиненню технологій, район-конкурент Ніппонбасі в місті Осака зайняв позицію рівнозначно видного Електричного Міста, продаючи величезні обсяги домашніх довгочасних товарів, таких як телевізори, холодильники, пральні машини.
- 1980-ті: Канда Сейка Сіндзьо було перенесено до Ота, південного району Токіо.
- 1990-ті: З появою побутових магазинів Ямада та Кодзіма, продаж довгочасних споживчих товарів в Акіхабарі дуже зменьшився, але продаж комп'ютерних товарів еквівалентно зріс.
- 1991: Softmap почав своє зростання як головний продавець нових та використаних комп'ютерних частин та програмного забезпечення японського ринку, включно популярної NEC, Sharp та Fujitsu. Крамниці з мережі Softmap почали з'являтися в різних місцях Акіхабари.
- З 2000 із занепадом продажу брендових комп'ютерів, у це місце прибувають аніме-крамниці.
- 25 серпня 2005: Tsukuba Express, найшвидша токійська приватна залізниця відкривається в Акіхабарі.
- 8 червня 2008: Массакра в Акіхабарі.